# DY Возничего
DY Возничего (лат. DY Aurigae) — одиночная переменная звезда в созвездии Возничего на расстоянии (вычисленном из значения параллакса) приблизительно 4497 световых лет (около 1379 парсеков) от Солнца. Видимая звёздная величина звезды — от +15,6m до +12,4m.

## Характеристики
DY Возничего — красный гигант, углеродная пульсирующая переменная звезда, мирида (M) спектрального класса C(R). Радиус — около 44,94 солнечных, светимость — около 268,206 солнечных. Эффективная температура — около 3485 К.